# Bellegarde (Loiret)
Bellegarde település Franciaországban, Loiret megyében. Lakosainak száma 1416 fő (2022. január 1.). Bellegarde Quiers-sur-Bézonde, Nesploy, Ouzouer-sous-Bellegarde és Sury-aux-Bois községekkel határos.

## Népesség
A település népességének változása:
| Lakosok száma | 1124 | 1425 | 1442 | 1677 | 1756 | 1725 | 1620 | 1455 | 1446 | 1416 |
|               | 1968 | 1982 | 1990 | 2006 | 2013 | 2015 | 2017 | 2019 | 2020 | 2022 |